# Antoine Forqueray

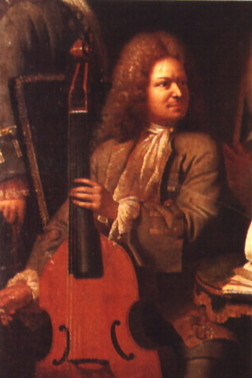
Antoine Forqueray

Antoine Forqueray (* September 1672 in Paris; † 28. Juni 1745 in Mantes-la-Jolie) war ein französischer Komponist und königlicher Kammermusiker und neben Marin Marais bedeutendster Gambist am Hofe Ludwigs XIV. Er war der Vater von Jean-Baptiste-Antoine Forqueray.
Als kleiner Junge bekam Forqueray die Möglichkeit, Ludwig XIV. auf der Viola da gamba vorzuspielen. Von dessen Begabung begeistert, beschloss der König, dass der junge Musiker am Hofe aufwachsen und dort eine Ausbildung zum Gambisten erhalten solle. 1689 wurde er zum Musiker der Königskammer ernannt. Am Hofe musizierte er zusammen mit François Couperin, Robert de Visée und anderen. In dieser Position blieb er, bis er sich 1731 nach Mantes sur Seine (heute Mantes-la-Jolie) zurückzog. Sein Sohn Jean-Baptiste Forqueray übernahm 1742 seine Stellung am Hofe.
Forqueray unterrichtete als Jugendlicher am Hofe des Königs die Herzöge von Burgund, Orléans sowie den Kurfürsten von Bayern. Ludwig XIV. ließ den Musiker oft vorspielen und war ein würdiger Verehrer seiner Kunst. Er hatte ihm versprochen, ihn mit der Verleihung des Bandes des Heiligen Michael zu ehren und ihm eine Pension auszusetzen. Dazu kam es wegen des Todes des Königs aber nicht; stattdessen durfte Forqueray ein Geschenk von 100,00 Francs vom König entgegennehmen.
Während seiner Zeit in Versailles machte er sich nicht nur einen Namen als Improvisationstalent, sondern komponierte auch mehr als 300 Werke für Gambe, von denen 32 im Jahr 1747 von seinem Sohn in den Pièces de Viole zusammengetragen wurden. Seine Musik weist eher italienisch robusten Charakter auf anstelle des damals in Frankreich üblichen, sehr affektierten und stark verzierten Stils, der etwa Marin Marais’ Werke prägt.
François Couperin schildert Forquerays Violenstücke als „superbe, schwierige, aggressive, Willen und Kampf ausdrückende Kunst“. Darin sei kein Takt, keine Phrase ohne Schwierigkeit, ohne Höchstanforderung an den Interpreten. Ohne Zweifel erreicht die Viola durch Forqueray ihren Höhepunkt.
Forqueray unterhielt laut Philippe Beaussant ein beschämendes, grausames Verhältnis zu seiner Frau Angélique Henriette Houssu, die ihn 1697 im Alter von 17 Jahren „zu ihrem Unglück ehelichte“. Sie führte zehn Jahre lang Klage gegen Forqueray, bis sie von ihm geschieden wurde. Er wurde für Zahlung der Gerichtskosten verurteilt. Das Verhältnis zu seinem Sohn war nicht besser. Der Vater ließ ihn sogar ins Gefängnis sperren.